# Antheacheridae
Antheacheridae är en familj av kräftdjur. Antheacheridae ingår i ordningen Poecilostomatoida, klassen Maxillopoda, fylumet leddjur och riket djur.
Familjen innehåller bara släktet Antheacheres.